# Provincia Imperia
Imperia este o provincie de 222.648 locuitori în regiunea Liguria în Italia.

## Comunele
Teritoriul provinciei cuprinde 67 de comune. În urmă este redată lista primelor 10 comune din provincie după numărul de locuitori la 31 decembrie 2010:
| Locul | Comună                 | Populație (loc.) |
| ----- | ---------------------- | ---------------- |
| 1     | Sanremo                | 56.962           |
| 2     | Imperia                | 42.667           |
| 3     | Ventimiglia            | 25.675           |
| 4     | Taggia                 | 14.502           |
| 5     | Bordighera             | 10.746           |
| 6     | Vallecrosia            | 7.235            |
| 7     | Diano Marina           | 6.285            |
| 8     | Camporosso             | 5.741            |
| 9     | Ospedaletti            | 3.647            |
| 10    | San Bartolomeo al Mare | 3.150            |

Armo cu numai 121 de locuitori este comuna cea mai puțin populată din provincie.

## Cetățenii străini
În ziua 31 decembrie 2010 cetățenii străini residenți erau 21.440 de oameni (9,63% din populația provinciei).
Naționalitățiile principale erau:
- Albania: 3.423
- România: 2.862
- Maroc: 2.434
- Turcia: 1.717
- Franța: 1.349
- Germania: 1.049
- Tunisia: 956
- Ecuador: 865
- Peru: 865
- Ucraina: 526

Comuna cu cel mai mare număr de cetățenii străini residenți este Sanremo (5.230) care depășește cifra capitalei provinciei Imperia (4.846). Airole este comuna unde procentuala de cetățenii străini residenți, în relație cu populația italiană, este cea mai mare, 31,39%, valoarea cea mai mare în toata regiunea Liguria. Montegrosso Pian Latte este singura comună în care nu sunt înregistrați cetățenii străini.

## Galerie

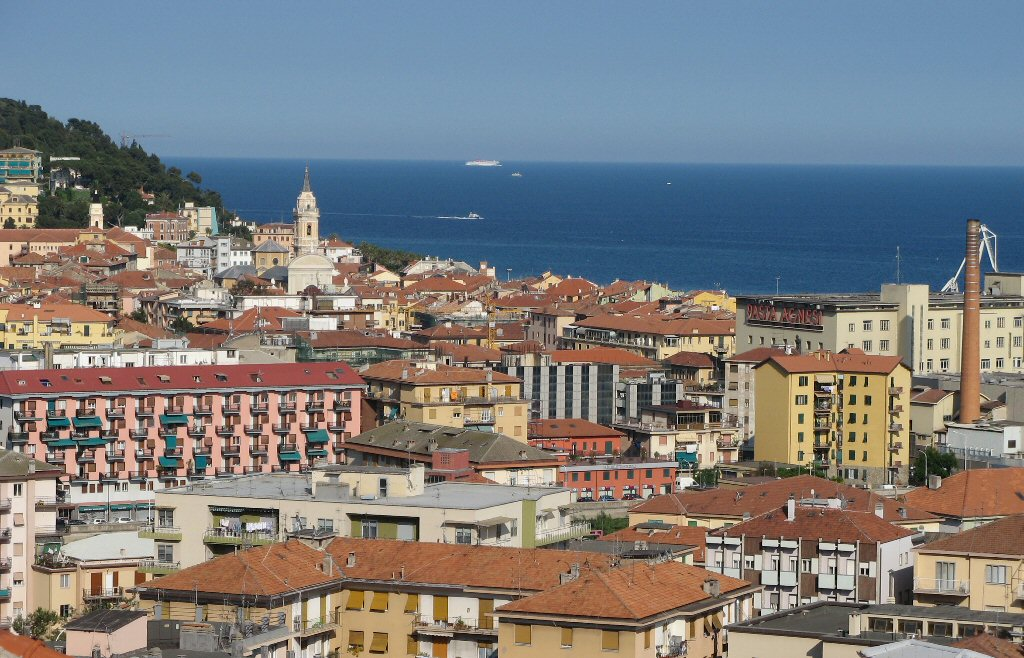
Imperia, Oneglia
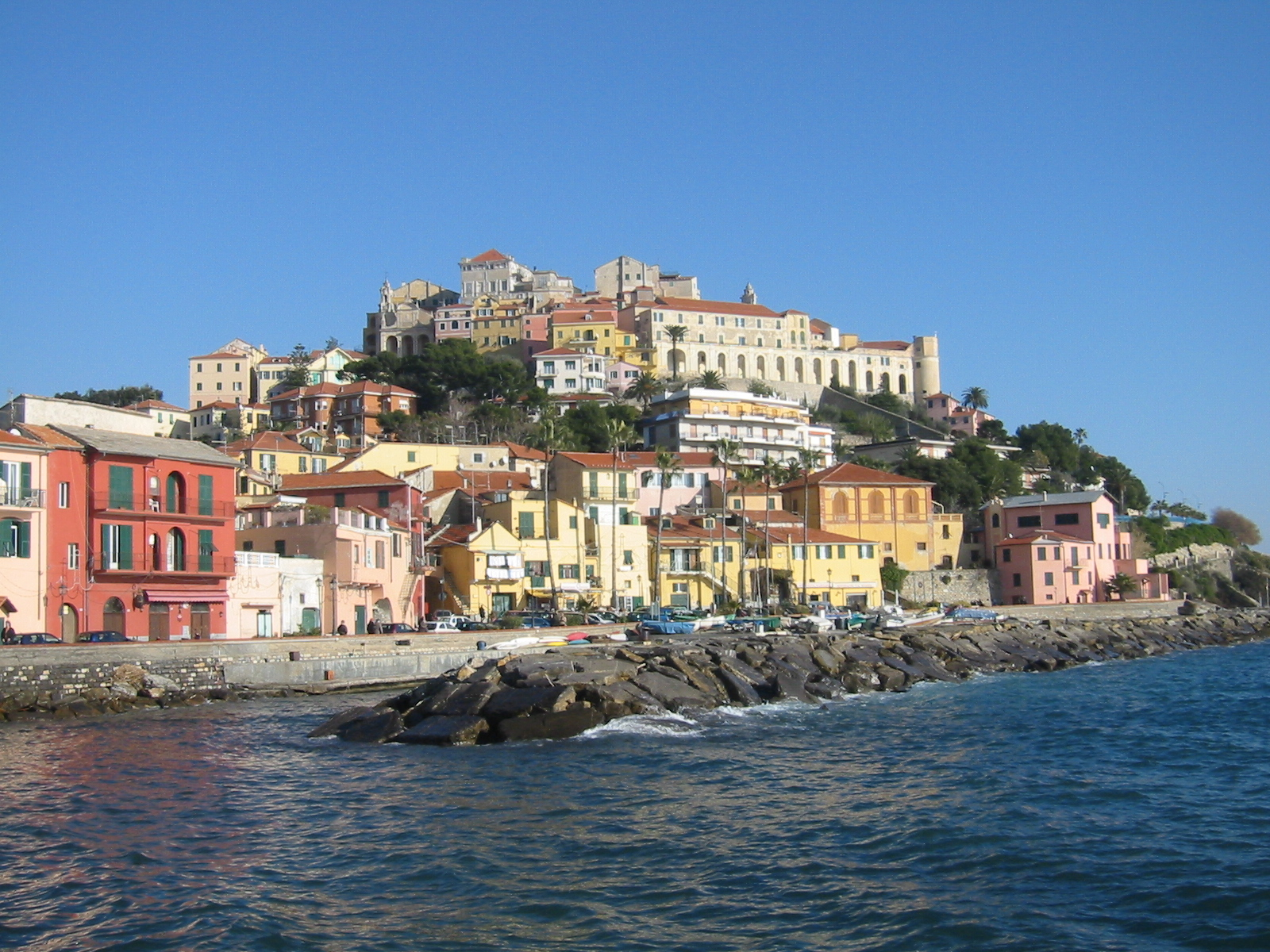
Imperia, Porto Maurizio
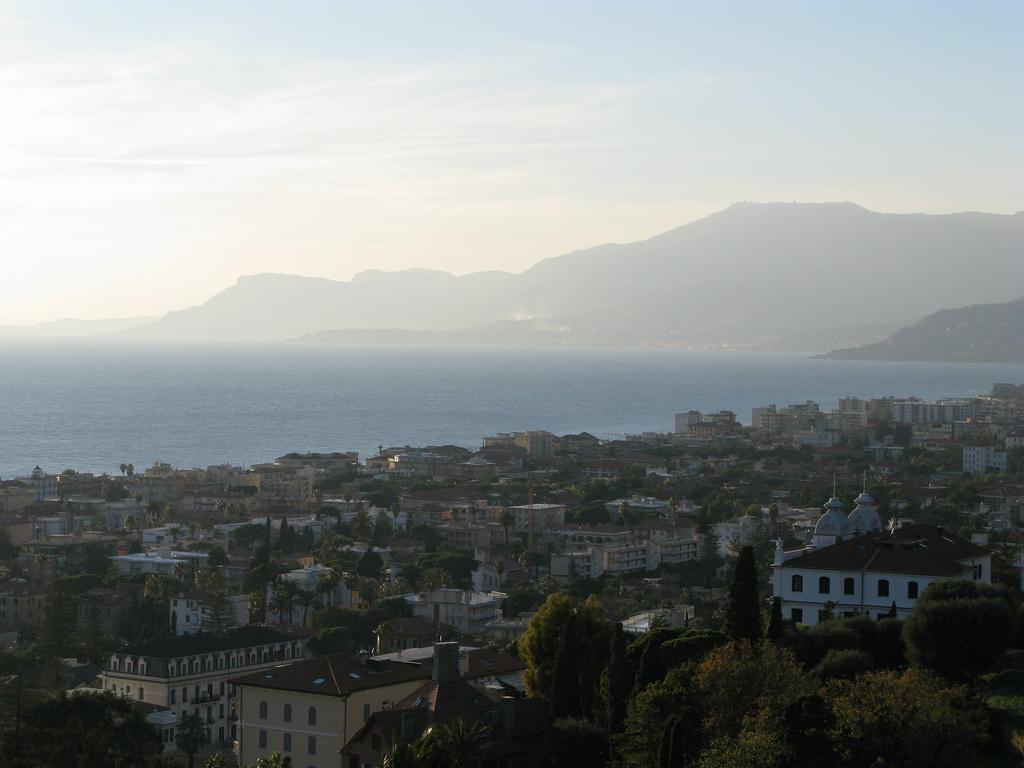
Bordighera
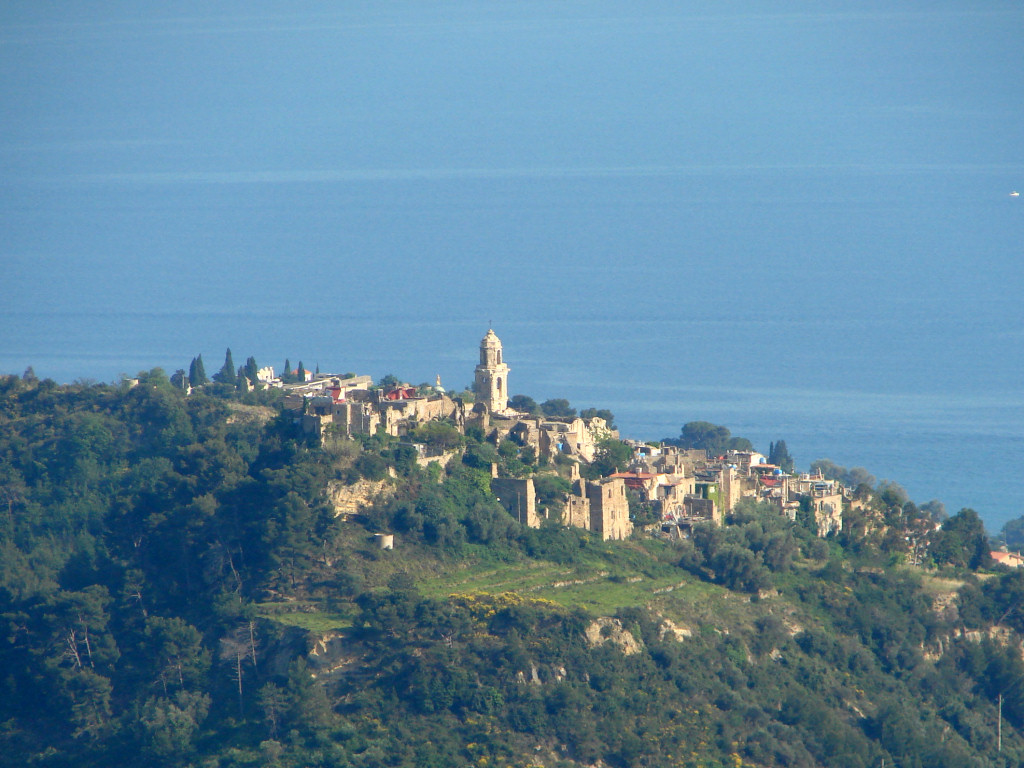
Bussana Vecchia (San Remo)
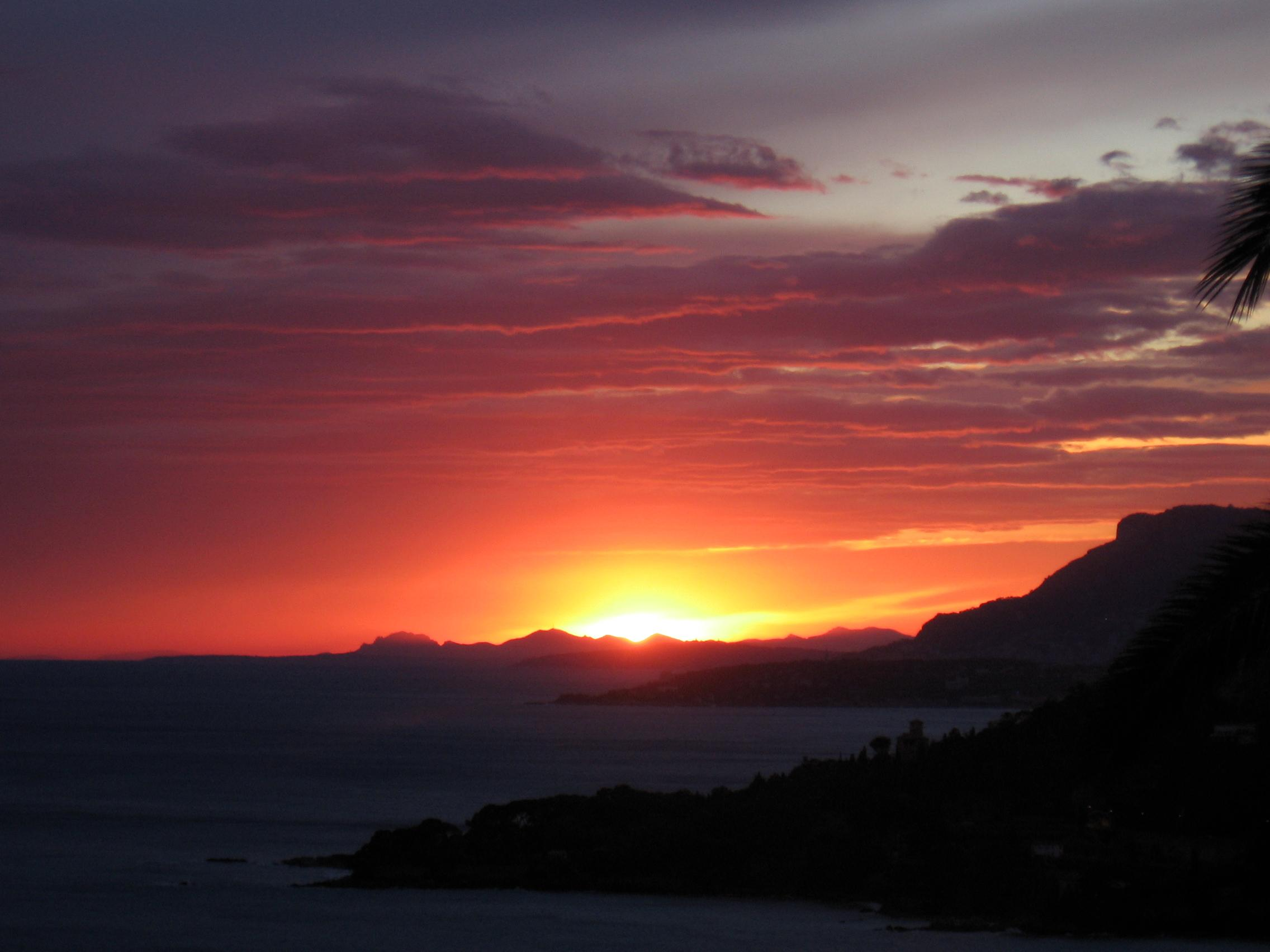
Apusul la Capo Mortola (Ventimiglia)
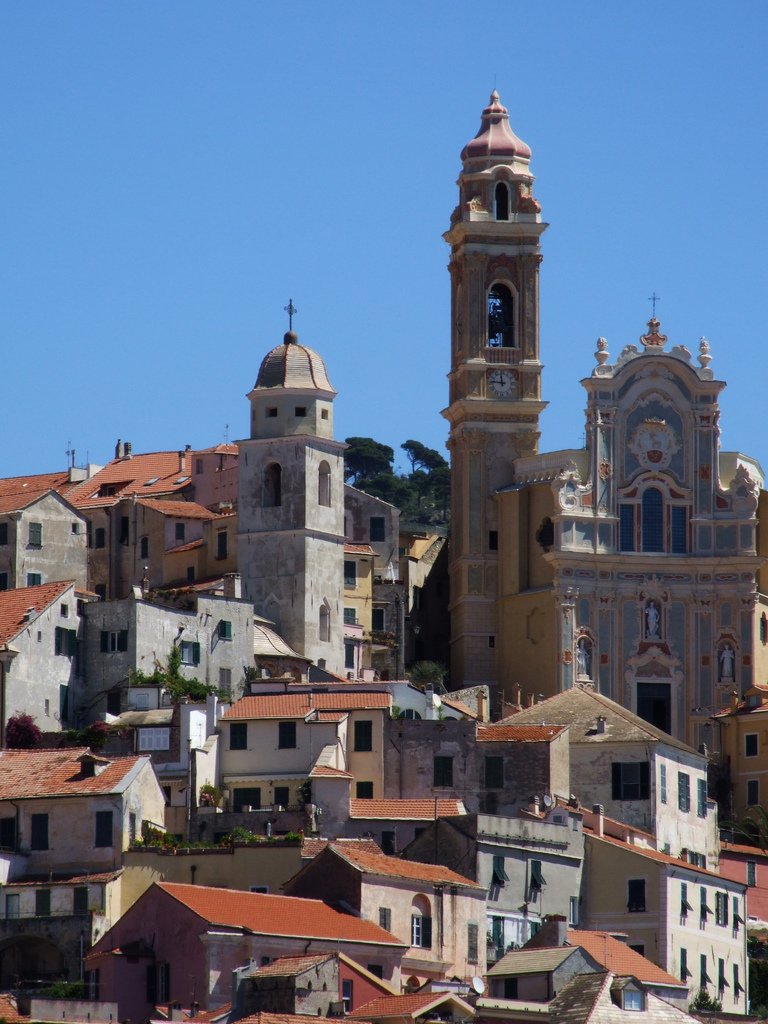
Cervo
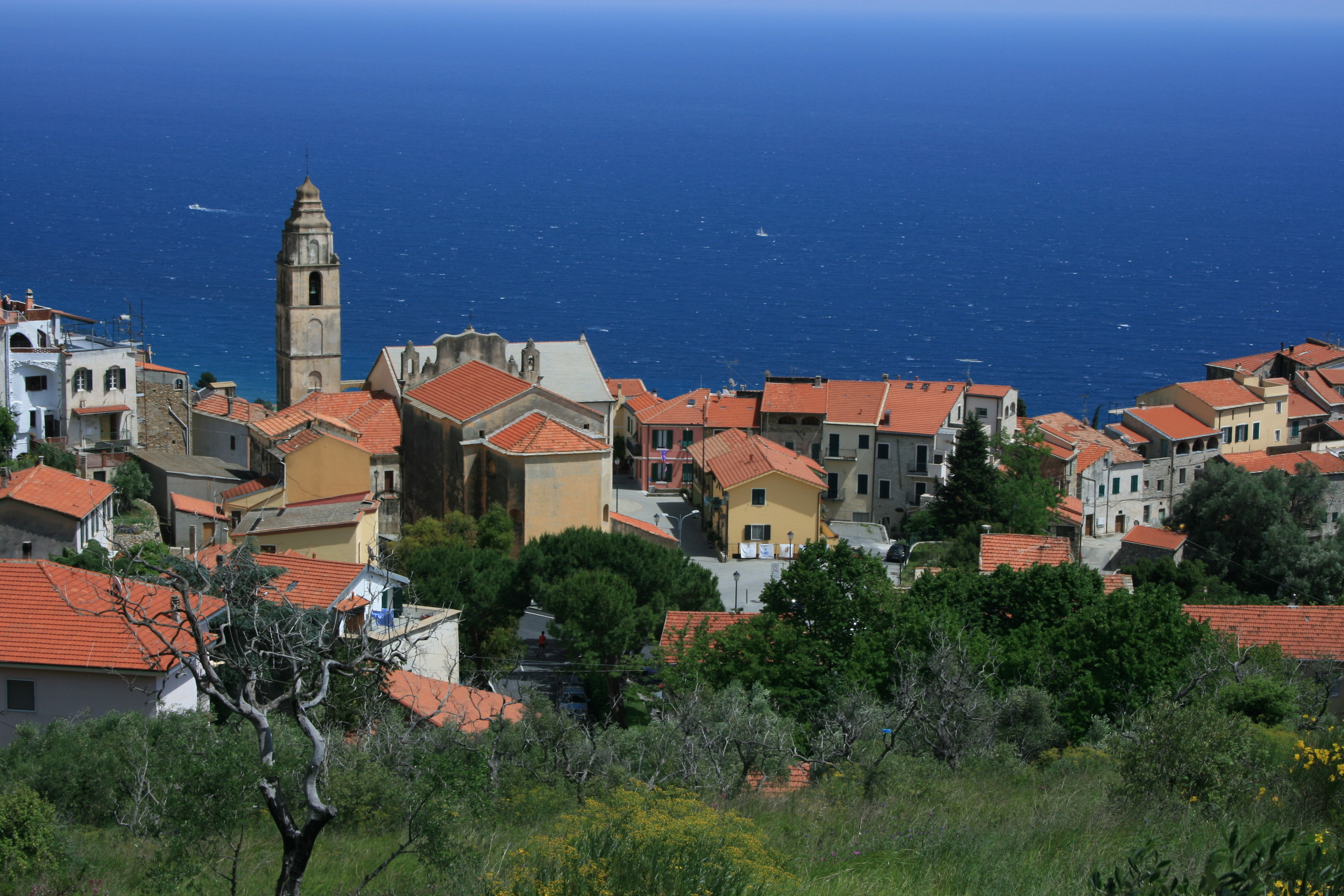
Cipressa
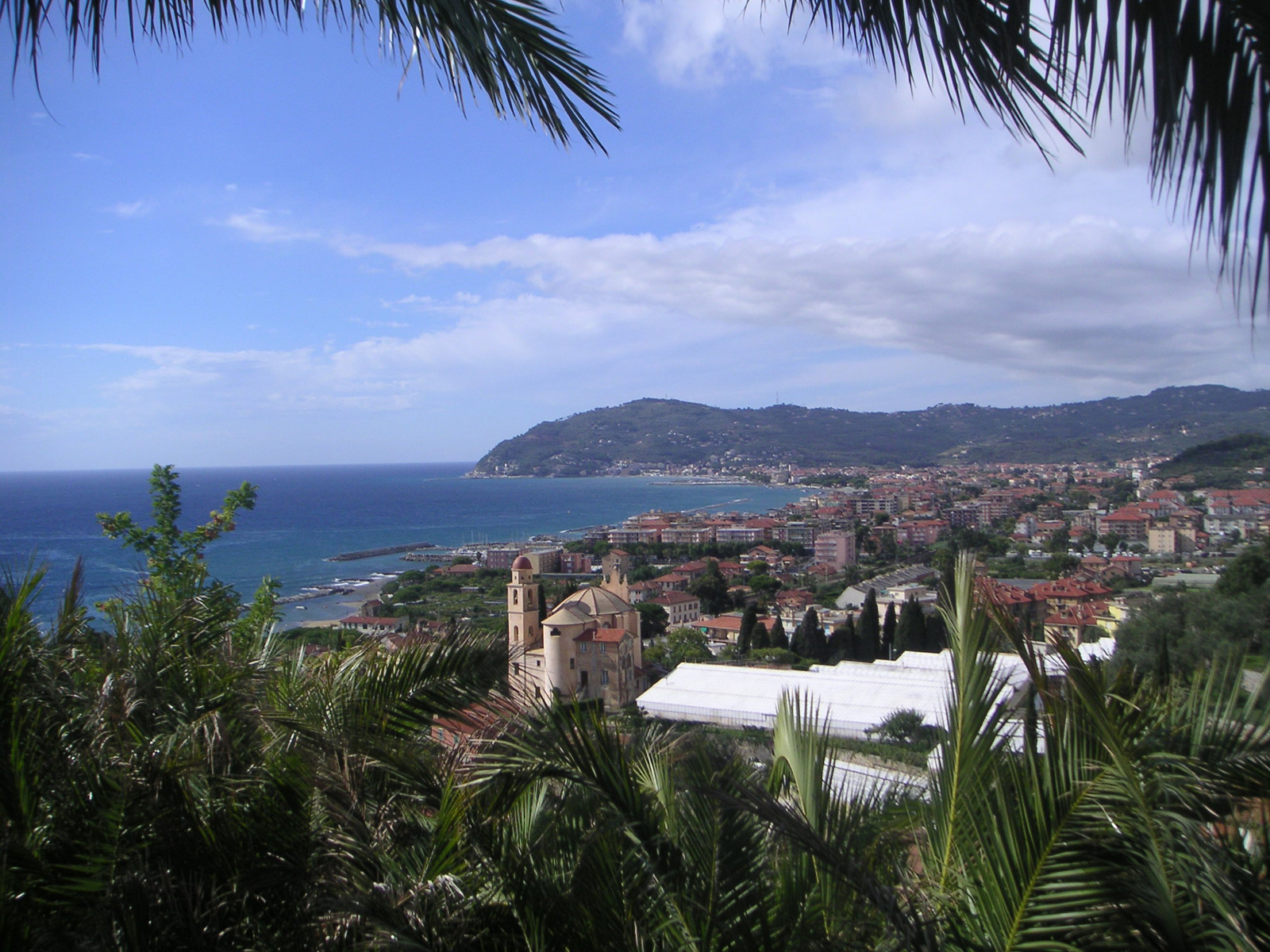
Diano Marina
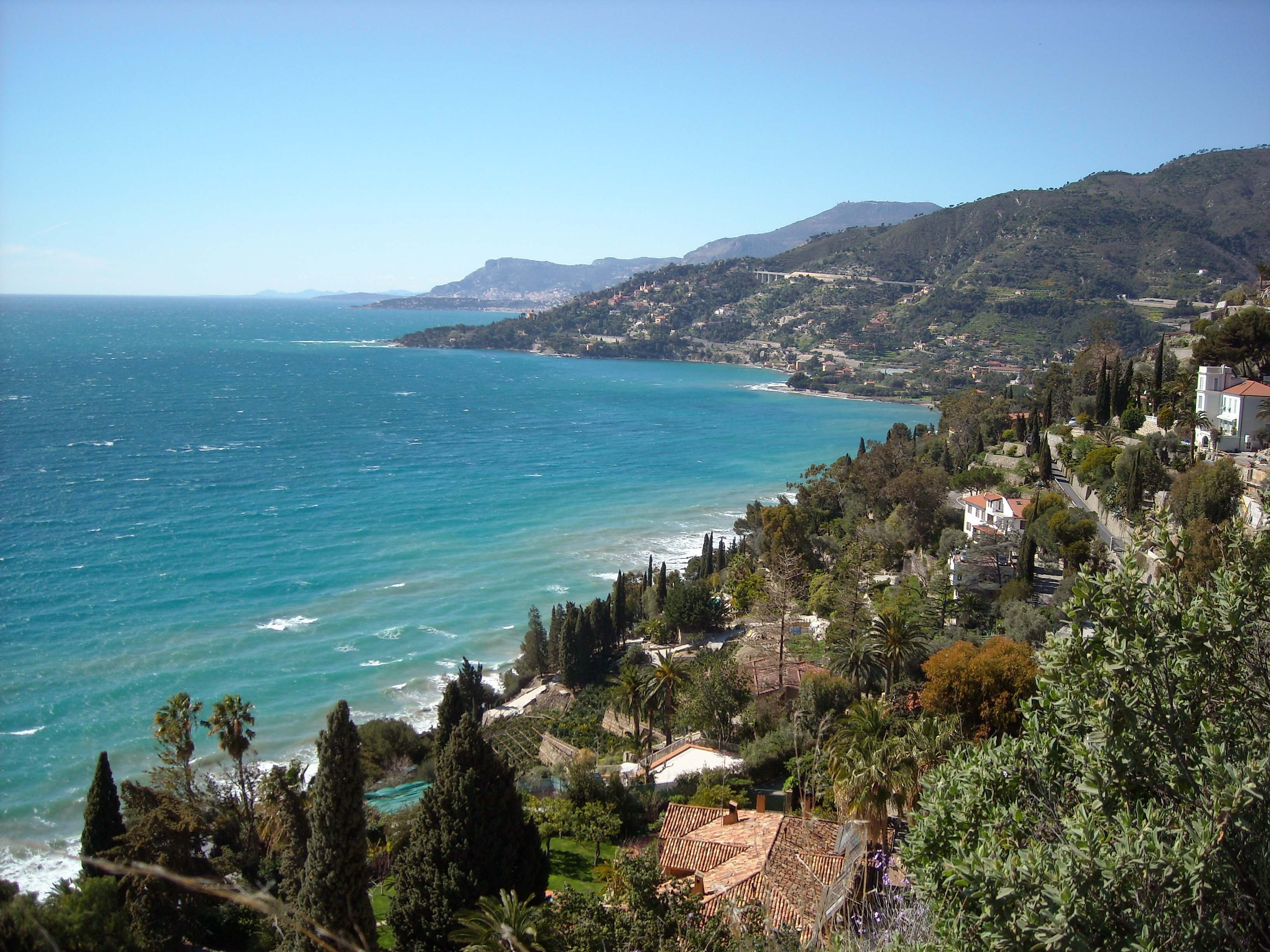
Latte (Ventimiglia)
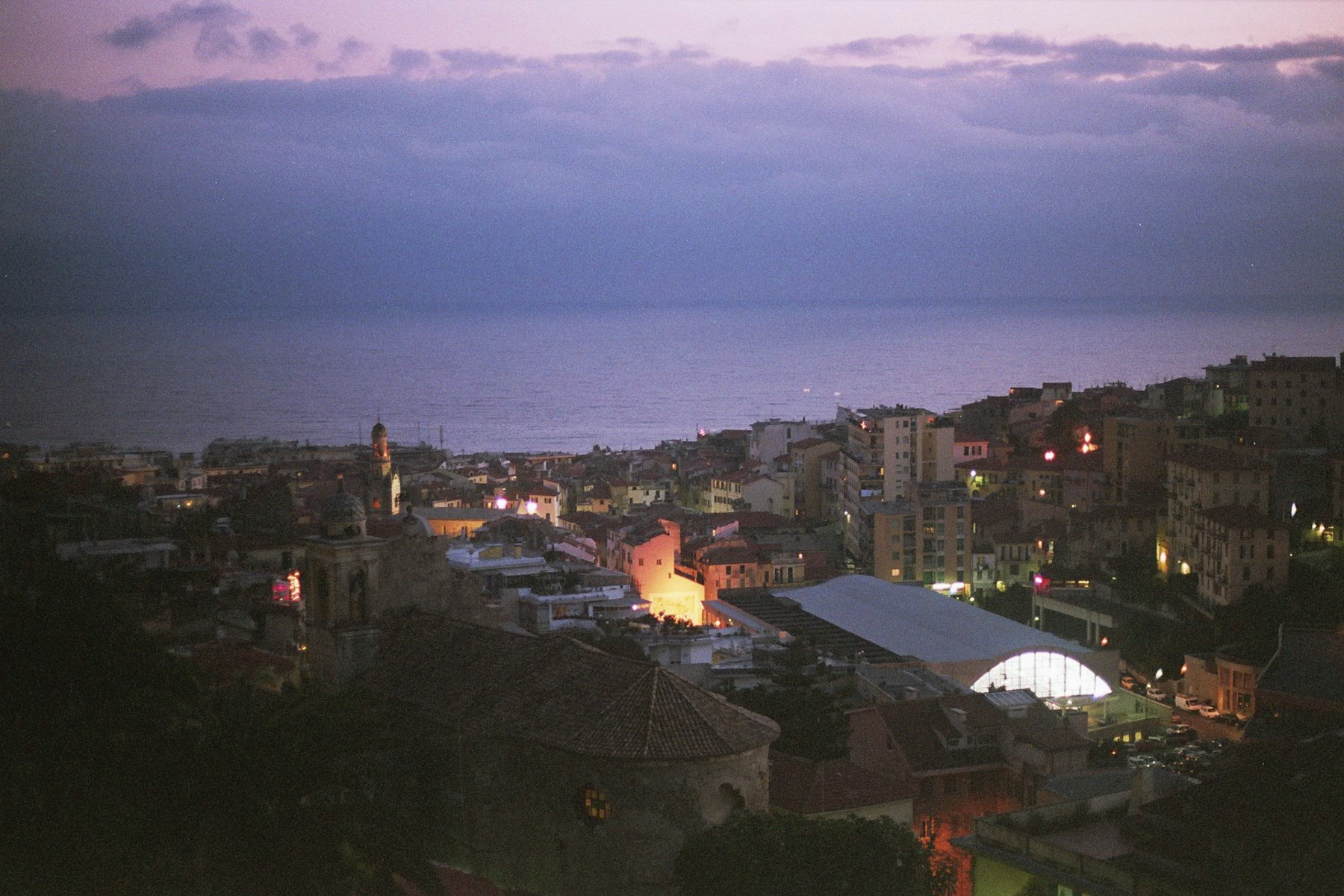
Sanremo noaptea
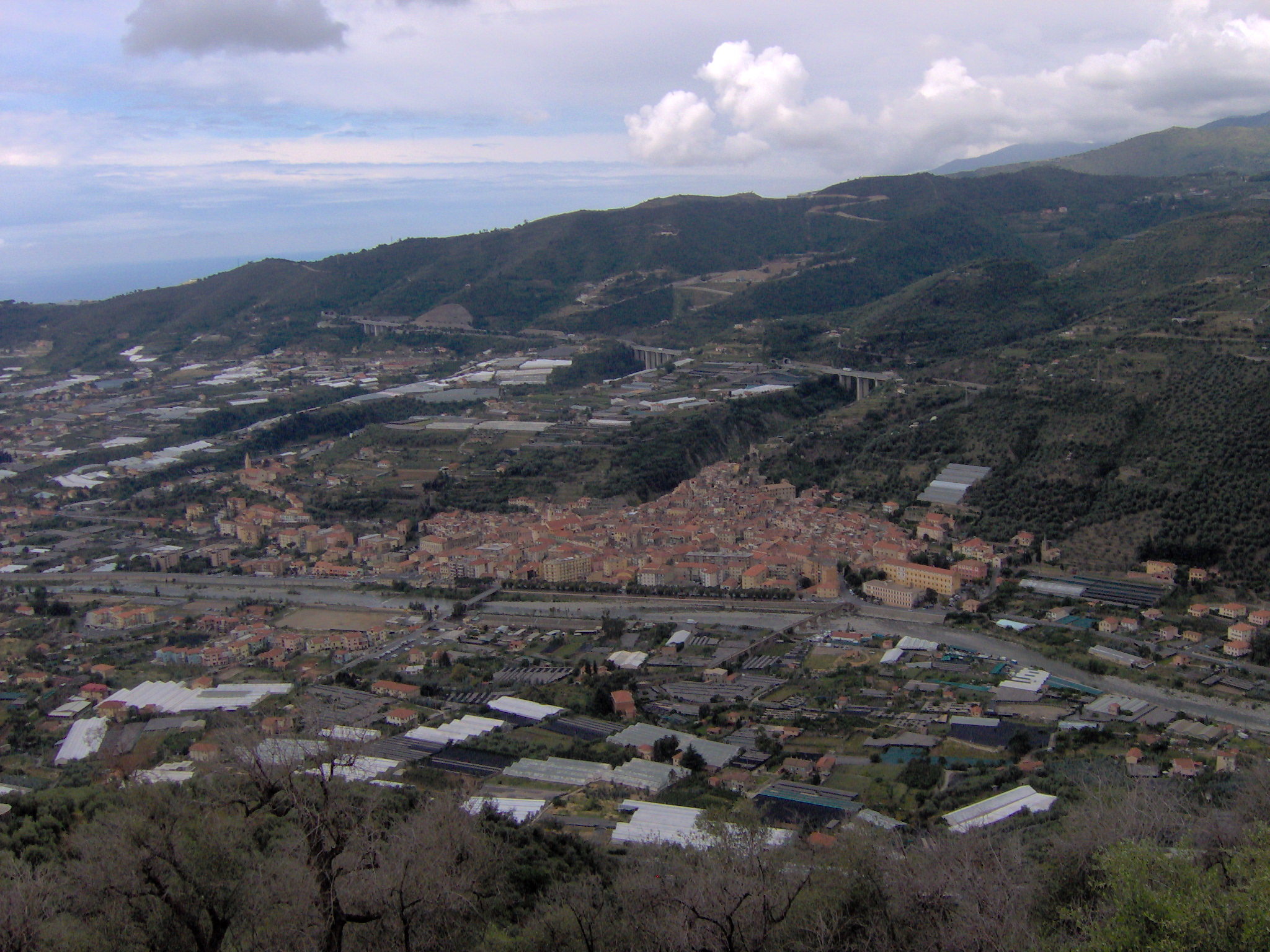
Taggia
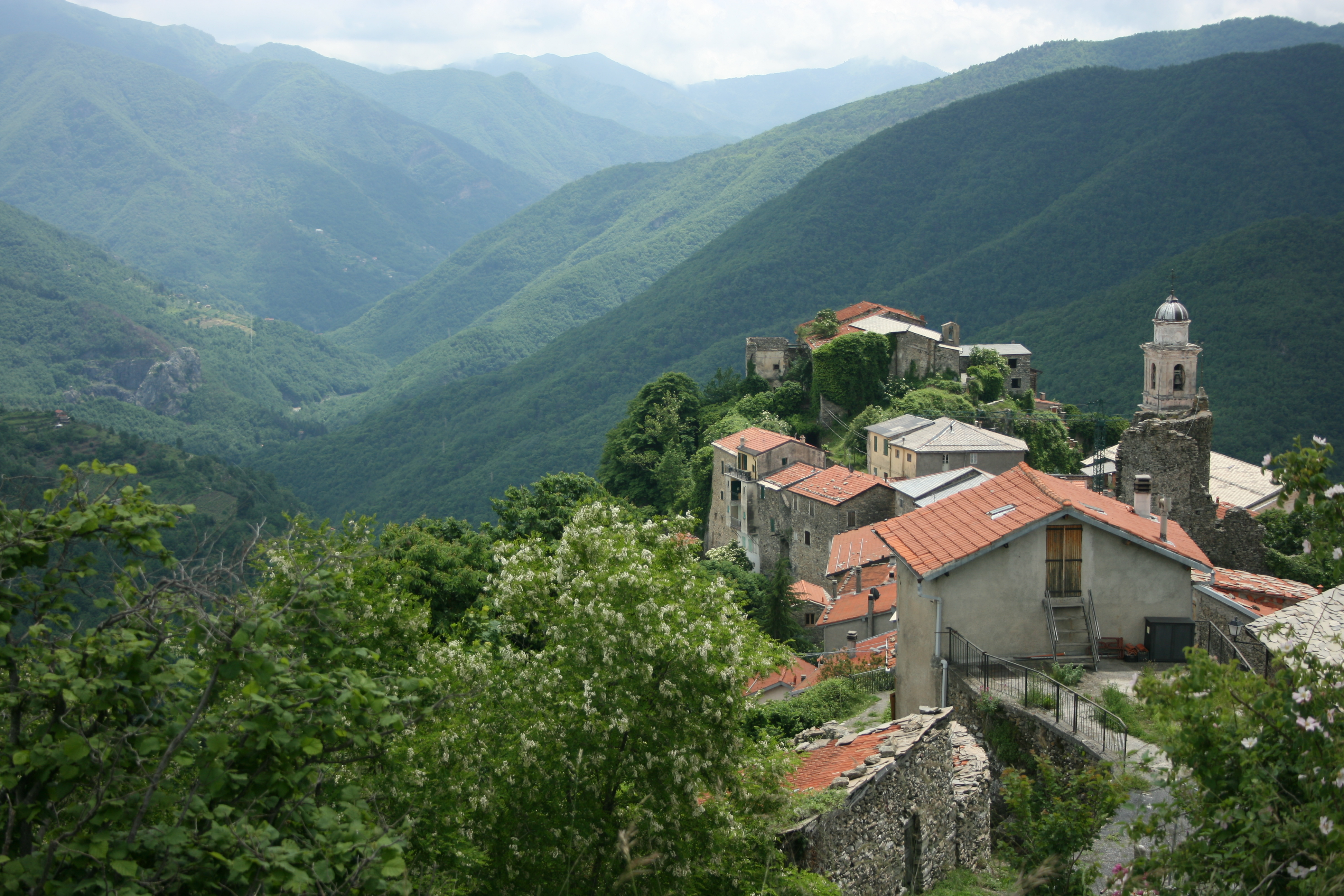
Triora